# Фиррао, Джузеппе (младший)
Джузеппе Фиррао младший (итал. Giuseppe Firrao il Giovane; 20 июля 1736, Фаньяно-Кастелло, Неаполитанское королевство — 24 января 1830, Неаполь, Королевство обеих Сицилий) — итальянский куриальный кардинал. Титулярный архиепископ Петры Палестинской с 25 февраля 1782 по 23 февраля 1801. Апостольский нунций в Венецианской Республике с 8 апреля 1782 по 18 августа 1795. Секретарь Священной Конгрегации по делам епископов и монашествующих с 18 августа 1795 по 23 февраля 1801. Камерленго Священной Коллегии кардиналов с 29 марта 1802 по 1803. Кардинал-священник с 23 февраля 1801, с титулом церкви Сан-Эузебио с 9 августа 1802 по 24 января 1830. Кардинал-протопресвитер с 19 марта 1823 по 24 января 1830.